# Азиміна трилопатева
Азимі́на трилопате́ва (лат. Asimina triloba), також відома під назвами пав-пав або гірськи́й бана́н — вид дводольних квіткових рослин із роду азиміна родини аннонових. Єдиний вид цієї родини, який може зростати та давати плоди за межами тропічного клімату.

## Назва
Наукова назва роду Asimina triloba взята з індіанської назви assimin через французьку asiminier, епітет triloba відноситься до квітів («трилопатеві» чашечки).
Вид має багато народних назв: «папая», «пав-пав», «динне дерево». Серед інших місцевих назв: «дикий банан», «банан прерії», «західновіргінський банан», «канзаський банан», «кентуккійський банан», «мічиганський банан», «міссурійський банан», «банан бідняка», «бананґо».

## Історія
Найперша документальна згадка про азиміну віднайдена за 1541 рік в доповіді іспанської експедиції Ернандо де Сото, яка знайшла її в індіанців Північної Америки, які вирощували її на схід від річки Міссісіпі.
Охолоджені фрукти азиміни були улюбленим десертом Джорджа Вашингтона і Томаса Джефферсона.
Експедиції Льюїса і Кларка іноді харчувалися азиміною під час своїх подорожей.

## Опис
Листопадне дерево або чагарник висотою до 15 м, зазвичай 4-5 м. Молоді пагони густо опушені; однорічні — голі, оливково-коричневі, блискучі; дворічні — сірі, з помітними сочевичками.
Бруньки коричнево-червоні, шерстисті. Листки обернено-довгасто-яйцеподібні, довжиною 12-30 см, шириною 4,5-12 см, на вершині коротко загострені, що поступово звужуються до черешка, цілокраї, шкірясті, з частими точковими залозками, видимими на просвіт, молоді листки знизу з червонувато-коричневим опушенням, пізніше цілком голі, світло-або сіро-зелені. Черешки довжиною 0,8-1,2 см. В середині осені вони жовтіють і опадають, нове листя з'являється в кінці квітня, коли рослина вже відцвітає.
Квітки зазвичай поодинокі, коричнево-пурпурові, діаметром до 4,5 см, з'являються в пазухах листків попередніх років, на кудлатій, опушеній квітконіжці завдовжки 1 — 3 см; три чашолистки яйцеподібні, гострі, зовні блідо-зелені і опушені; шість пелюсток широкояйцеподібні, тупо-загострені, темно-пурпурові або винно-червоні, з сітчастими жилками, рано відцвітають, зовнішні відігнуті, внутрішні прямостоячі. Кожна квітка містить кілька маточок, чим пояснюється здатність однієї квітки утворювати кілька плодів. Квітки двостатеві, але запилюються перехресно. У природних умовах азиміну трилопатеву запилюють падальні мухи і жуки-мертвоїди — її квіти видають несильний, але дуже неприємний запах, схожий на запах гнилого м'яса.

### Плоди

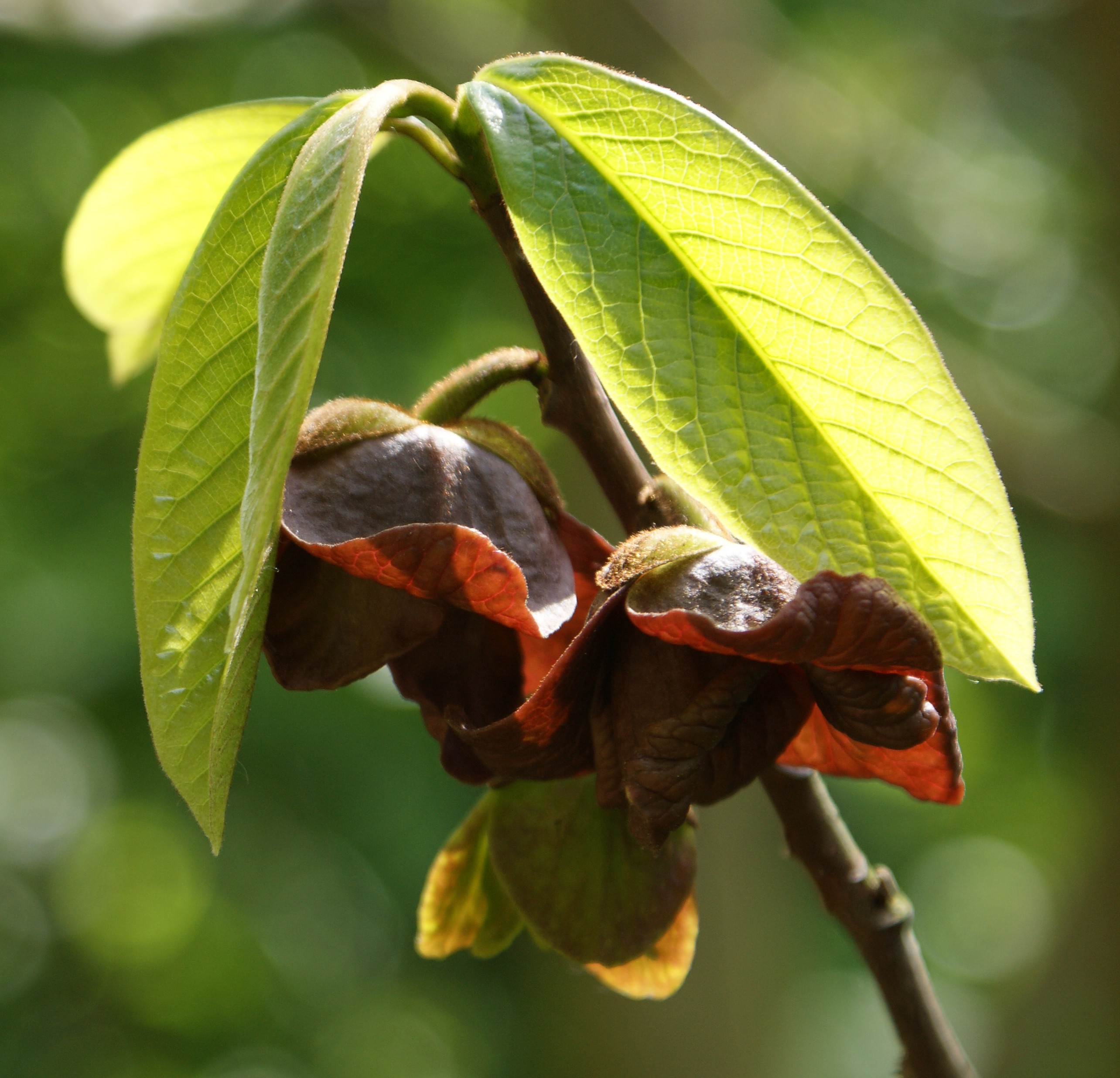
Квітка

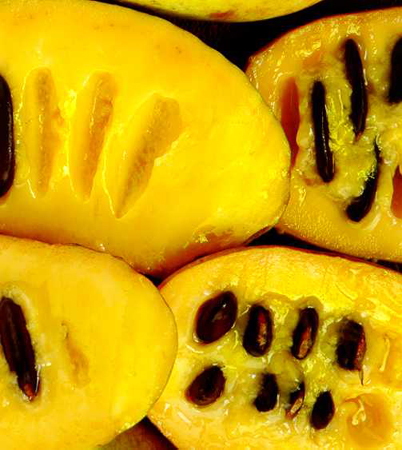
Плід

Плоди довжиною 5–16 см, шириною 3–7 см, важать від 20 до 500 г, по 2–8 плодів на одній плодоніжці, зазвичай довгасті, циліндричні або округлі, зазвичай дещо криві.
Насінини коричневі, довжиною 2–2,5 см, по 10–12 у кожному плоді, розташовані двома рядами (12-16% загальної ваги плоду). Насіння отруйне.
Шкірка у плодів тонка, напівпрозора, легко зчищається. Колір у міру дозрівання змінюється від зеленого до лимонно-жовтого, а після перших заморозків стає коричневим або чорним. М'якуш стиглого плоду м'який, білувато-жовтий або помаранчево-жовтий, з нудотно солодким смаком і приємним ананасово-суничним ароматом. Плоди багаті на фруктозу і сахарозу, а також на мікроелементи. Смаком зріла азиміна трохи нагадує банан або манго.
Цвітіння відбувається у квітні — травні, триває близько трьох тижнів. Плоди достигають протягом 4 тижнів у вересні-жовтні.
|                                                           |  |  |  |
| Зліва направо: Листя, квітка, розрізаний плід і насіння . |  |  |  |

## Поширення і екологія

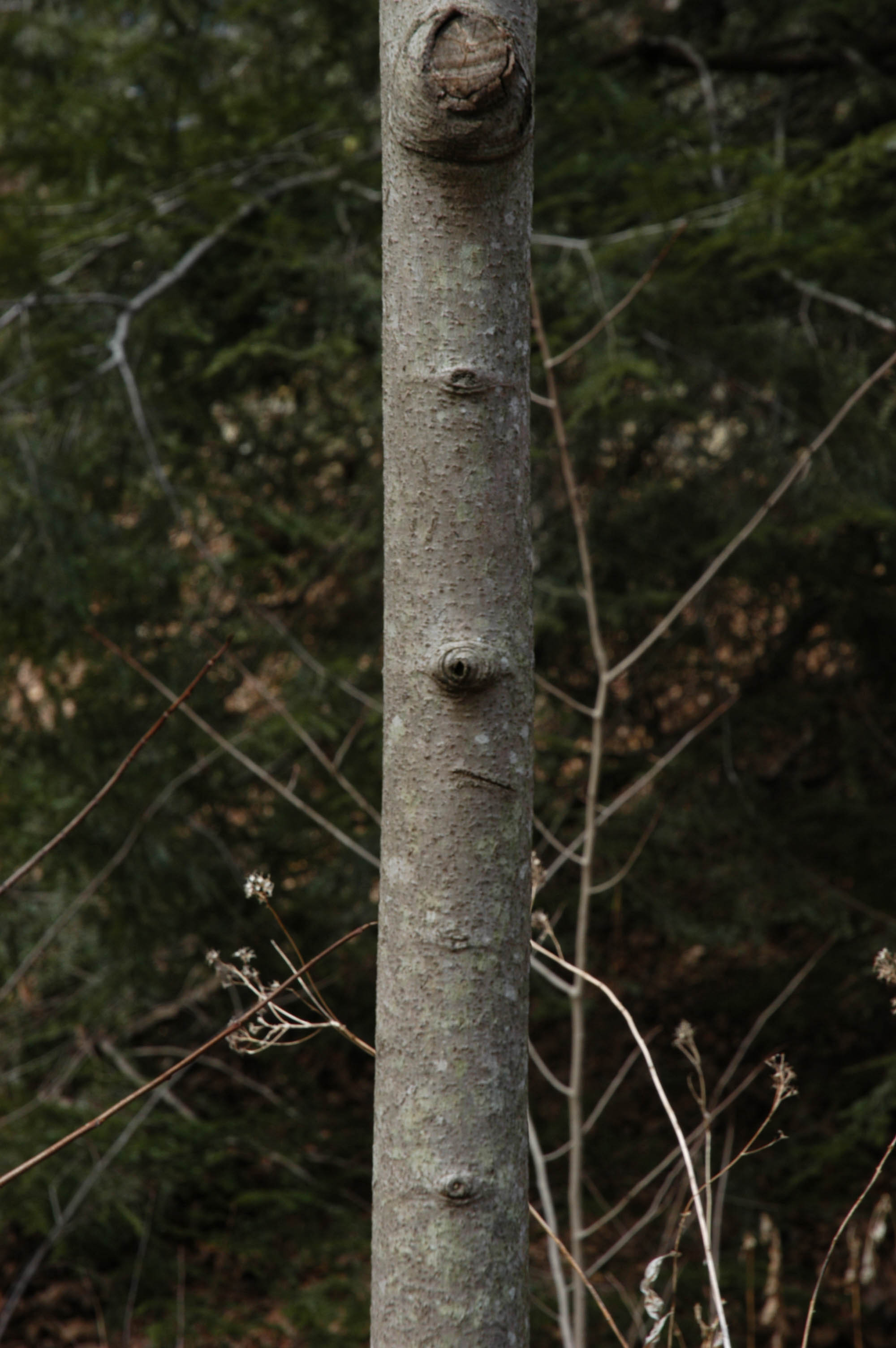
Кора

У природі ареал виду охоплює Північну Америку — від південної частини Онтаріо (Канада) до Флориди. На заході його ареал доходить до південно-східної Небраски і Техасу. Азиміна була завезена в Іспанію, Францію, Італію, Японію і ряд інших країн.
Asimina triloba в природних умовах росте на пухких, вологих ґрунтах в лісистих місцевостях, по берегах річок, часто утворюючи густі зарості.
Оптимальний клімат: вологе та прохолодне літо, від прохолодної до холодної зими, з мінімумом 810 мм дощу на рік, коли опади рівномірно розподілені протягом року. Добре росте в межах зони 5 (-26 °C) і зони 8 (-9 °C).

## Різноманіття
Великий список сортів, багато з яких були виявлені в природі, і в переважній більшості були отримані схрещенням. Деякі сорти були розроблені в США, інші в Європі.
Сорт «Mango», був виявлений у дикій природі (можливо, його назва походить від його схожості з ароматом тропічним фруктів).
Ще один дуже популярний сорт в Європі був виведений в Італії «Prima 1216».
Дуже важко зробити порівняння сортів за смаковими якостями, так як це суб'єктивний аспект. Однак, у 2008 році в штаті Кентуккі державним університетом проводилися дегустації різних сортів азиміни. Дегустатори повинні були вказати, як вони сприймають смак фруктів і класифікувати його. Їх також просили вказати, чи вони відчували присмак дині, гіркий присмак, або не сприймали ніякого післясмаку. Результати вказані в таблиці.
| Сорти \Смак    | Жахливий | Поганий | Посередній | Добрий | Відмінний | Післясмак дині | Гіркий присмак | Підсумковий рахунок |
| -------------- | -------- | ------- | ---------- | ------ | --------- | -------------- | -------------- | ------------------- |
| Allegheny      | 0        | 0       | 4          | 19     | 23        | 9              | 2              | 4,41                |
| G9-108         | 0        | 0       | 6          | 12     | 22        | 2              | 10             | 4,40                |
| 10-35          | 0        | 0       | 4          | 19     | 19        | 3              | 10             | 4,36                |
| Шенандоа       | 0        | 0       | 7          | 16     | 16        | 7              | 12             | 4,23                |
| NC-1 (*)       | 0        | 2       | 5          | 16     | 15        | 4              | 9              | 4,16                |
| Потомак        | 0        | 0       | 6          | 22     | 12        | 5              | 10             | 4,15                |
| Taytwo (*)     | 1        | 1       | 4          | 24     | 13        | 12             | 9              | 4,9                 |
| Susquehanna    | 0        | 1       | 13         | 13     | 16        | 8              | 10             | 2.4                 |
| Wabash         | 1        | 0       | 11         | 19     | 14        | 6              | 10             | 4,00                |
| Соняшник (*)   | 0        | 2       | 10         | 16     | 13        | 8              | 7              | 3,98                |
| Overleese (*)  | 0        | 2       | 15         | 15     | 11        | 5              | 15             | 3,81                |
| Wilson (*)     | 0        | 4       | 11         | 18     | 8         | 9              | 7              | 3,73                |
| Джеремі ґолд   | 0        | 6       | 13         | 19     | 6         | 16             | 7              | 3,57                |
| 3-21           | 1        | 4       | 13         | 21     | 4         | 13             | 2              | 3,53                |
| PA Золотий (*) | 2        | 4       | 18         | 11     | 7         | 12             | 8              | 3,40                |
| Мітчелл (*)    | 1        | 16      | 12         | 12     | 3         | 15             | 3              | 3,00                |

Сорти позначені (*) можна знайти в європейських розплідниках (Франція, Нідерланди, Чехія, Словаччина тощо)

## Біохімія

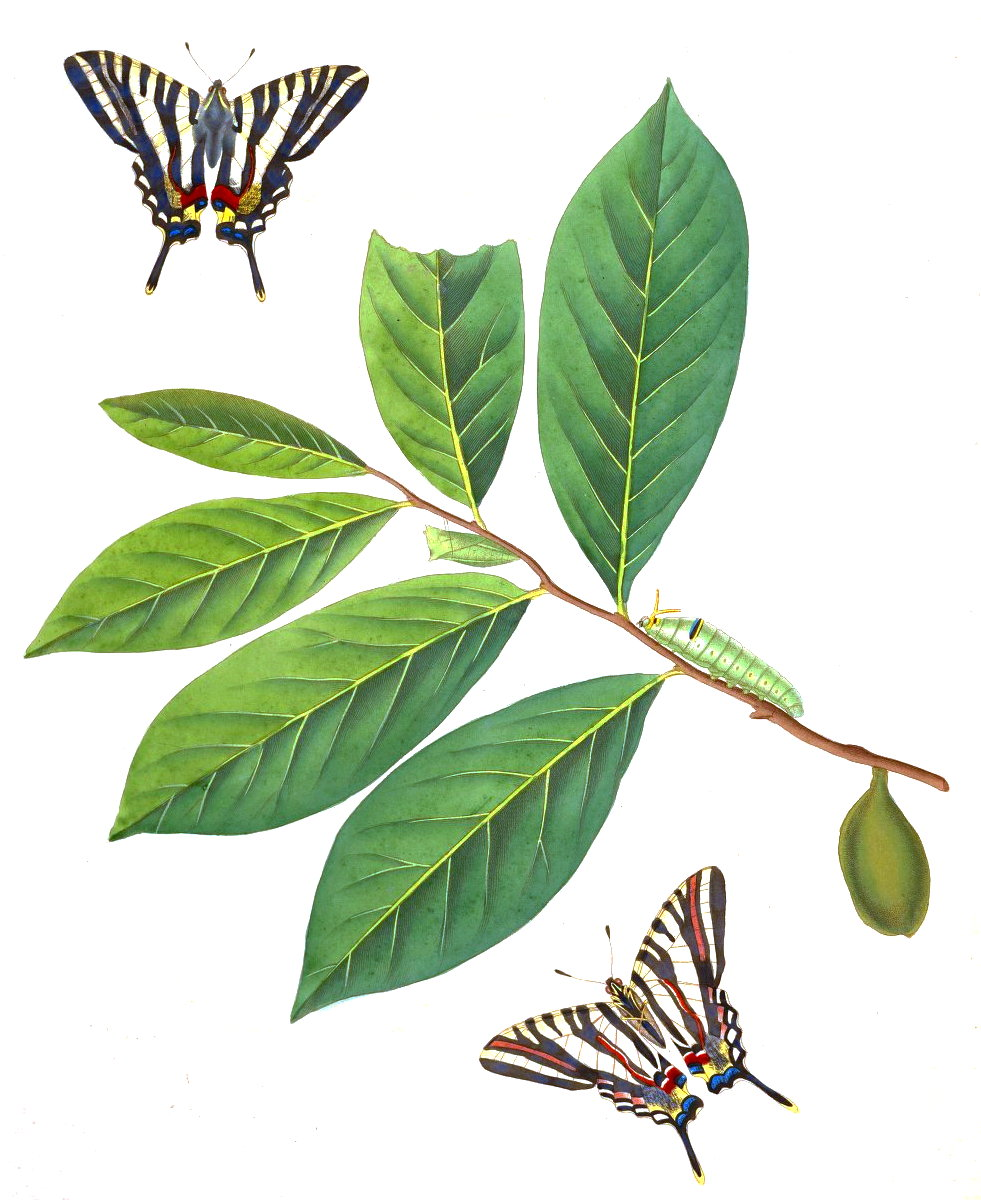
Метелики зебра ластівчин хвіст (Eurytides marcellus) з листками азиміни

Насіння містить хімічні речовини, які можуть стати корисними при хіміотерапії раку простати і товстої кишки.
Листя також містить речовини, токсичні для більшості комах. Помітним винятком є метелик зебра ластівчин хвіст (Eurytides marcellus), чиї личинки харчуються листям різних видів азиміни, і як наслідок, протягом усього життя метелика він залишається неприємним для птахів та інших хижаків.
Кора дерева азиміни містить інші ацетогеніни, в тому числі asimin, asiminacin і asiminecin, які виявились сильними інгібіторами мітохондрії, що робить Asimina triloba перспективним джерелом пестицидів і протипухлинних сполук.

## Значення і застосування
Інтродукована в 1736 році. У Західній Європі у відкритому ґрунті вирощується в Іспанії, Франції, Італії та Португалії. В Україні поширена в Криму. В останні десятиліття вирощується у Новій Каховці у колишньому відділенні Нікітського ботанічного саду УААН,звідти азиміна поширилася по дачних масивах Херсона та Миколаєва. В невеликій кількості вирощується в Центральному ботанічному саду ім. М. М. Гришка. Центром її комерційного вирощування є південний схід штату Огайо, де щорічно недалеко від м. Олбані проводиться так званий Pawpaw Festival.
Насіння азиміни отруйне, містить алкалоїд азимінін і його настоянка вживається, як блювотний засіб. Листя дає сечогінний ефект, зрілі плоди — проносний.
Свіжі плоди Asimina triloba зазвичай їдять сирими, або охолодженим або при кімнатній температурі. Тим не менш, вони можуть зберігатися 2–3 дні при кімнатній температурі, або близько тижня, при охолодженні. М'якуш плодів також часто використовують у десертах, додають у морозиво або млинці, а також в сокові суміші. Листя, багате на природні інсектициди, а також гілки та кора азиміни можуть бути використані як органічний пестицид.
Деревина Asimina triloba не є комерційно цінною.
Asimina triloba іноді включають в екологічне відновлення насаджень, оскільки це дерево добре росте на вологих ґрунтах і здатне утворювати густі зарості. Азиміна особливо цінується для створення швидкозростаючої рослинності в районах, де часті повені еродують поверхню, бо її коренева система допомагає утримувати ґрунти.

### Агротехніка
Asimina triloba— єдиний з видів родини аноннових, поширений за межами тропічного клімату. Його стійкість до холоду (до −29 °C) дає змогу вирощувати ці рослини в Європі.
Азиміна трилопатева введена в культуру трохи більше 100 років тому: відомо 68 сортів, плоди яких відрізняються термінами дозрівання, розмірами і величиною насіння. Основним недоліком цієї культури є низька врожайність у порівнянні з багатьма іншими плодовими — вона складає всього 25-40 кг з дерева. Пересадка цієї рослини також пов'язана з труднощами, оскільки у азиміни стрижневий корінь. Плоди азиміни важко зберігати, вони швидко перестигають і набувають неприємного присмаку.
Розмножують азиміну насінням і щепленням. Вирощені з насіння рослини зазвичай починають цвісти і плодоносити через 4-8 років, щеплені — через 2-3 роки. Азиміна дуже стійка до хвороб і шкідників.
Протягом перших двох років саджанці потребують цілковитого затінення, тому що природно ці рослини ростуть в густих лісах при повній відсутності прямих сонячних променів. У третій рік вимагає часткового затінення і вже на четвертому році — прямого сонячного світла. При посадці бажано залишити відстань між деревами 2,5 м.
Є дуже мало сортів, які відомі, як самозапильні. Більшість сортів вимагають іншого сорту для запилення.
Хоча Asimina triloba може давати плоди в тіні, але найкращий урожай дає при повному перебуванні на сонці, і з деяким захистом від вітрів через великі розміри її листя.
Найкраще росте на ґрунтах злегка кислих (рН 5,5-7), глибоких, родючих, добре дренованих, цей останній пункт має важливе значення для її успішного росту. Азиміна погано почуває себе на важких або перезволожених ґрунтах.
Азиміну ніколи не культивували в великих масштабах, в першу чергу тому, що її плоди починають бродити невдовзі після їх збору, і тільки заморожені фрукти можна зберігати або перевозити. Інші методи збереження включають висушування, виробництво джемів або желе.
В останні роки вирощування азиміни привертає підвищений інтерес, зокрема тому, що вона стійка до шкідників, і її успішно вирощують без пестицидів. Комерційне вирощування і збирання азиміни розвинуто у південно-східному Огайо, а також вивчаються в Кентуккі і Меріленді, а також в різних районах за межами природного ареалу виду, в тому числі в Каліфорнії.
Бажані сорти азиміни поширюються щепленням. Відсутність успішного запилення є найбільш поширеною причиною поганого плодоношення. Рекомендується перехресне запилення, принаймні, двох різних генетичних різновидів рослин, і виробники часто вдаються до ручного запилення або використання запилювачів, для принадження яких розпорошують рибну емульсію або розвішують курячі шиї або інше м'ясо поблизу відкритих квіток.
Азиміна також набирає популярності серед озеленювачів і садівників завдяки відмінному росту дерева, привабливості та смаковими якостями її плодів, високої стійкості до шкідників та хвороб і відносно низьким експлуатаційним затратам. Однак, пересадку дорослого дерева необхідно здійснювати в контейнері, аби не пошкодити його тендітні корінці.